# Rieulay
Rieulay is een gemeente in het Franse Noorderdepartement (Frans: département du Nord). De gemeente telde 1.226 1.226 inwoners op 1 januari 1999.

## Geschiedenis
In 1946 werd de gemeente Marchiennes-Campagne, ten noorden van Rieulay op de rechteroever van de Scarpe, opgeheven en bij Rieulay aangehecht.

## Geografie
De oppervlakte van Rieulay bedroeg op 1 januari 2022 7,29 vierkante kilometer; de bevolkingsdichtheid was toen 168,2 inwoners per km².

## Bezienswaardigheden
- Het voormalige Kasteel van Rieulay werd gebouwd van 1207-1217, in de 16e eeuw verbouwd tot buitenverblijf. Gesloopt in 1857. Op het terrein staat nog een duiventoren van 1705-1708.
- De Sint-Amanduskerk (Église Saint-Amand) is van 1872. Deze kerk is ook gewijd aan Onze-Lieve-Vrouw van het Onweer (Notre-Dame des Orages).

## Natuur en landschap
Ten westen van Rieulay liggen twee terrils, één van 144 en één van 254 meter hoogte. Ten noorden van de kom loopt de Scarpe en de Grande Traitore. Ook vindt men er een plas die nu een vogelreservaat is. De hoogte aan de kerk bedraagt 21 meter.

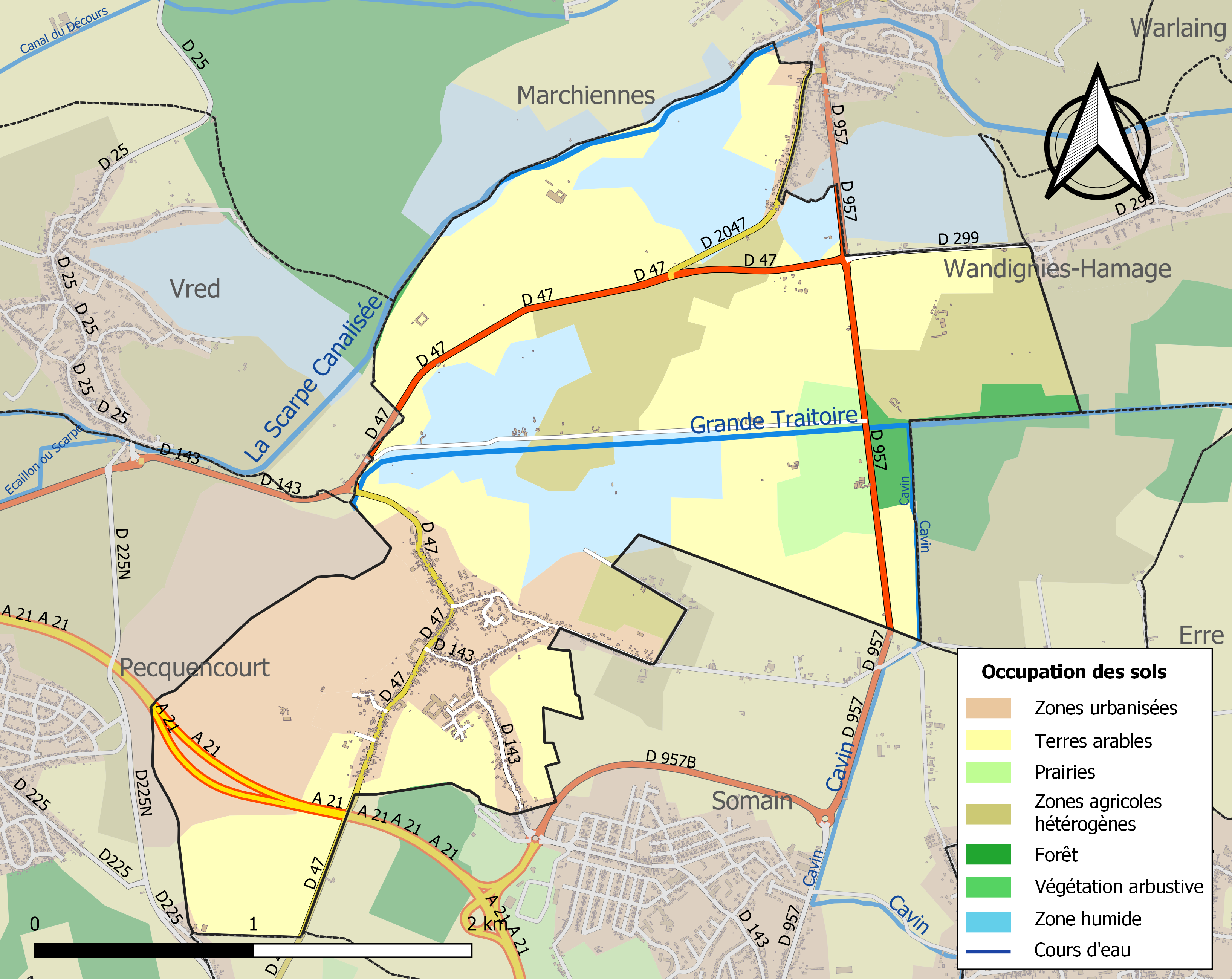
Kaart van de gemeente met belangrijkste infrastructuur, bodemgebruik en omliggende gemeenten

## Demografie
Onderstaande figuur toont het verloop van het inwonertal (bron: INSEE-tellingen).

## Nabijgelegen kernen
Pecquencourt, Vred, Marchiennes, Bruille-lez-Marchiennes, Somain